# العلاقات السويسرية الكيريباتية
العلاقات السويسرية الكيريباتية هي العلاقات الثنائية التي تجمع بين سويسرا وكيريباتي.

## مقارنة بين البلدين
هذه مقارنة عامة ومرجعية للدولتين:
| وجه المقارنة                                              | سويسرا                                                                                      | كيريباتي                        |
| --------------------------------------------------------- | ------------------------------------------------------------------------------------------- | ------------------------------- |
| المساحة (كم2)                                             | 41.28 ألف                                                                                   | 811                             |
| عدد السكان (نسمة)                                         | 8.21 مليون                                                                                  | 116.40 ألف                      |
| الكثافة السكانية (ن./كم²)                                 | 198.89                                                                                      | 14.35 ألف                       |
| العاصمة                                                   | برن                                                                                         | جنوب تاراوا                     |
| اللغة الرسمية                                             | اللغة الألمانية، اللغة الإيطالية، لغة فرنسية، اللغة الرومانشية، الألمانية السويسرية الموحدة | لغة إنجليزية، اللغة الكيريباتية |
| العملة                                                    | فرنك سويسري                                                                                 | دولار كريباتي، دولار أسترالي    |
| الناتج المحلي الإجمالي (بليون دولار)                      | 678.89 مليار                                                                                | 196.15 مليون                    |
| الناتج المحلي الإجمالي (تعادل القوة الشرائية) بليون دولار | 518.07 مليار                                                                                | 224.26 مليون                    |
| الناتج المحلي الإجمالي الاسمي للفرد دولار أمريكي          | 80.94 ألف                                                                                   | 1.42 ألف                        |
| الناتج المحلي الإجمالي للفرد دولار أمريكي                 | 59.54 ألف                                                                                   | 1.81 ألف                        |
| مؤشر التنمية البشرية                                      | 0.930                                                                                       | 0.590                           |
| رمز المكالمات الدولي                                      | +41                                                                                         | +686                            |
| رمز الإنترنت                                              | .ch، .swiss ‏                                                                                | .ki                             |
| المنطقة الزمنية                                           | توقيت وسط أوروبا، ت ع م+01:00، ت ع م+02:00، أوروبا/زيورخ ‏                                   |                                 |

## منظمات دولية مشتركة
يشترك البلدان في عضوية مجموعة من المنظمات الدولية، منها:
| علم المنظمة | اسم المنظمة                   | تاريخ انضمام سويسرا | تاريخ انضمام كيريباتي |
| ----------- | ----------------------------- | ------------------- | --------------------- |
|             | مؤسسة التمويل الدولية         | 29 مايو 1992        | 2 أكتوبر 1986         |
|             | منظمة حظر الأسلحة الكيميائية  | ?                   | ?                     |
|             | يونسكو                        | 28 يناير 1949       | 24 أكتوبر 1989        |
|             | الاتحاد الدولي للاتصالات      | 1866                | 3 نوفمبر 1986         |
|             | الأمم المتحدة                 | 10 سبتمبر 2002      | 14 سبتمبر 1999        |
|             | البنك الدولي للإنشاء والتعمير | 29 مايو 1992        | 29 سبتمبر 1986        |
|             | الاتحاد البريدي العالمي       | ?                   | ?                     |
|             | مؤسسة التنمية الدولية         | 29 مايو 1992        | 2 أكتوبر 1986         |
|             | بنك التنمية الآسيوي           | 1967                | 1974                  |

## وصلات خارجية
- موقع وزارة الخارجية السويسرية